# Cornell Big Red

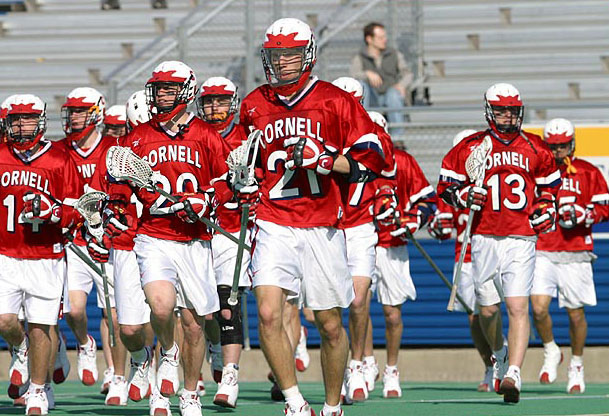
Equipo masculino de lacrosse.

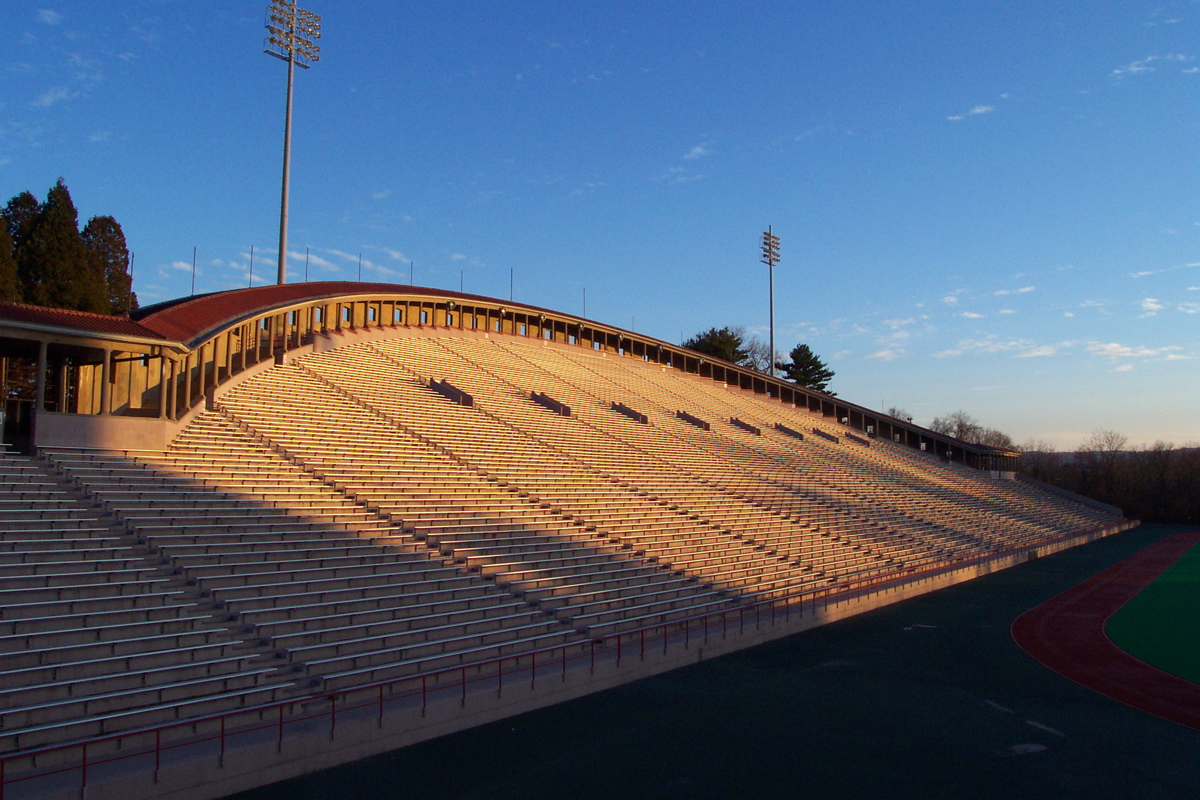
Atardecer en el Schoellkopf Field.

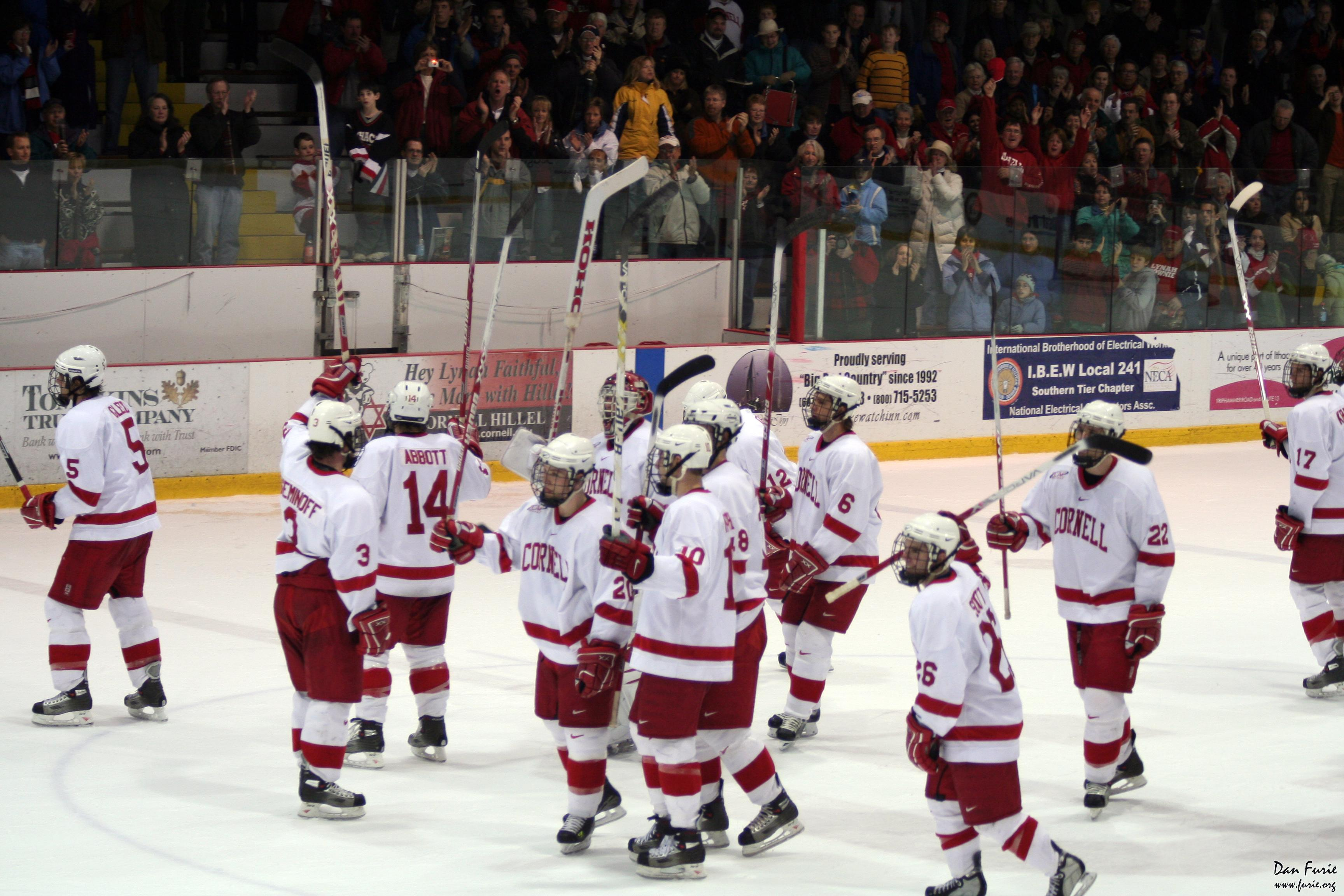
Equipo de hockey sobre hielo.

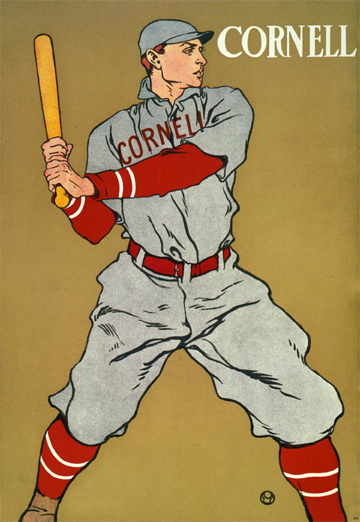
Jugador de béisbol de Cornell a principios del.

Cornell Big Red (español: Los grandes rojos de Cornell) es el nombre de los equipos deportivos de la Universidad Cornell, situada en Ithaca, en el estado de Nueva York. Los equipos de los Big Red participan en las competiciones universitarias organizadas por la NCAA en la Ivy League en la mayoría de deportes. En hockey sobre hielo masculino y femenino, compiten en la ECAC Hockey, en remo masculino en la Eastern Association of Rowing Colleges, en remo femenino en la Eastern Association of Women's Rowing Colleges, y en lucha en la Eastern Intercollegiate Wrestling Association.
Otros deportes en los que compite, y que no forman parte de la NCAA son:
- Vela: conferencia Middle Atlantic Intercollegiate Sailing Association de la Inter-Collegiate Sailing Association of North America.
- Esgrima femenina: National Intercollegiate Women's Fencing Association

## Apodo

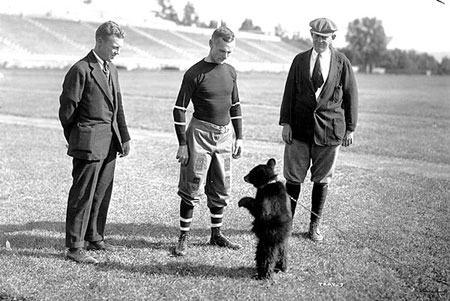
La tercera mascota de Cornell, el oso Touchdown III.

La Universidad Cornell no tuvo un apodo oficial hasta después de 1905, cuando un recién graduado escribió la letra para un nuevo himno de apoyo al equipo de fútbol americano, la cual incluía la frase "the big, red team" (el grande, el equipo rojo), y el apodo se quedó desde entonces.
No tienen una mascota oficial, sin embargo el oso ha sido un símbolo para la universidad desde hace mucho tiempo. En 1915, un oso vivo apareció por primera vez en un partido de fútbol americano representando a Cornell. La actual versión, que aparece en innumerables acontecimientos deportivos de Cornell, es un disfraz portado por un alumno (el oso vivo fue reemplazado en 1939), y que se hace llamar Big Red Bear, o, recordando a su antecesor, Touchdown.
Los colores de Cornell son el rojo y el blanco, y datan del día de la inauguración de la universidad, el 7 de octubre de 1868

## Programa deportivo
Los Big Red tienen los siguientes equipos oficiales:
| - Masculino - Baloncesto - Campo a través - Hockey sobre hielo - Lacrosse - Polo - Remo - Fútbol - Squash - Natación y Saltos - Tenis - Atletismo - Béisbol - Lucha - Golf - Fútbol americano - Sprint football | - Femenino - Baloncesto - Campo a través - Hockey sobre hielo - Lacrosse - Polo - Remo - Fútbol - Squash - Natación y Saltos - Tenis - Atletismo - Sófbol - Voleibol - Equitación - Esgrima - Hockey sobre hierba - Gimnasia - Vela |

## Palmarés
- Béisbol
  - Ivy League: 1939, 1940, 1943, 1952, 1972, 1977

- Baloncesto masculino
  - Ivy League: 1954, 1988, 2008, 2009, 2010

- Fútbol americano
  - Campeonato Nacional: 1915, 1921, 1922, 1923, 1939[2]
  - Ivy League: 1971, 1988, 1990

- Hockey sobre hierba
  - Ivy League: 1991

- Hockey sobre hielo masculino
  - Campeonato Nacional: 1967, 1970
  - ECAC: 1967, 1968, 1969, 1970, 1973, 1980, 1986, 1996, 1997, 2003, 2005
  - Ivy League: 1966, 1967, 1968, 1969, 1970, 1971, 1972, 1973, 1977, 1978, 1983, 1984, 1985, 1996, 1997, 2002, 2003, 2004, 2005

- Hockey sobre hielo femenino
  - Ivy League: 1976, 1977, 1978, 1979, 1980, 1981, 1990, 1996

- Lacrosse masculino
  - Campeonato Nacional: 1971, 1976, 1977
  - Ivy League: 1966, 1968, 1969, 1970, 1971, 1972, 1974, 1975, 1976, 1977, 1978, 1979, 1980, 1981, 1982, 1983, 1987, 2003, 2004, 2005, 2006, 2007

- Lacrosse femenino
  - Ivy League: 2006

- Polo masculino
  - Campeón Nacional: 1937, 1955, 1956, 1958, 1959, 1961, 1962, 1963, 1966, 1992, 2005

- Polo femenino
  - Campeón Nacional: 1979, 1984, 1986, 1987, 1988, 1991, 2000, 2001, 2002, 2003, 2004

- Remo masculino
  - Campeón Nacional: 1992, 2006, 2007

- Fútbol masculino
  - Ivy League: 1975, 1977, 1995

- Fútbol femenino
  - Ivy League: 1987, 1991

- Softball
  - Ivy League: 1999, 2001, 2004

- Voleibol
  - Ivy League: 1991, 1992, 1993, 2004, 2005, 2006

- Natación masculina
  - EISL Dual-Meet: 2007